# 協調会
協調会（きょうちょうかい）は1919年、渋沢栄一・徳川家達らを中心に設立された労資協調のための研究調査・社会事業を行う財団法人である。1946年解散。

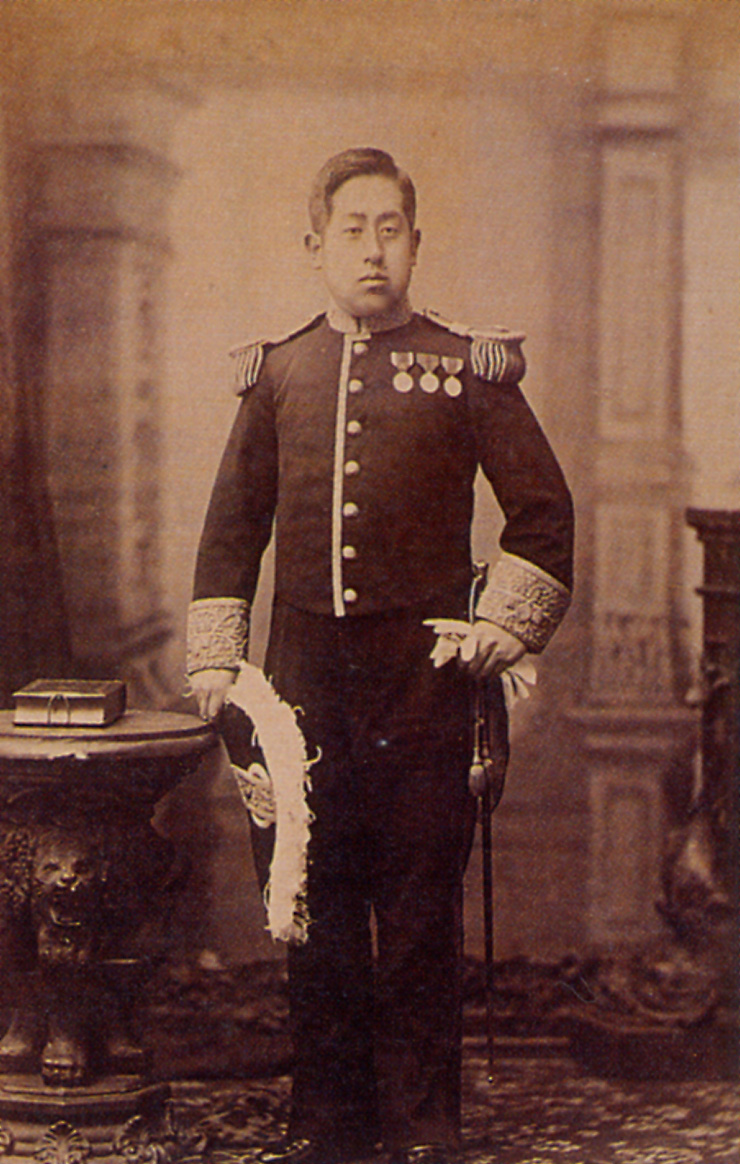
徳川家達 / 協調会の設立に協力し初代会長。

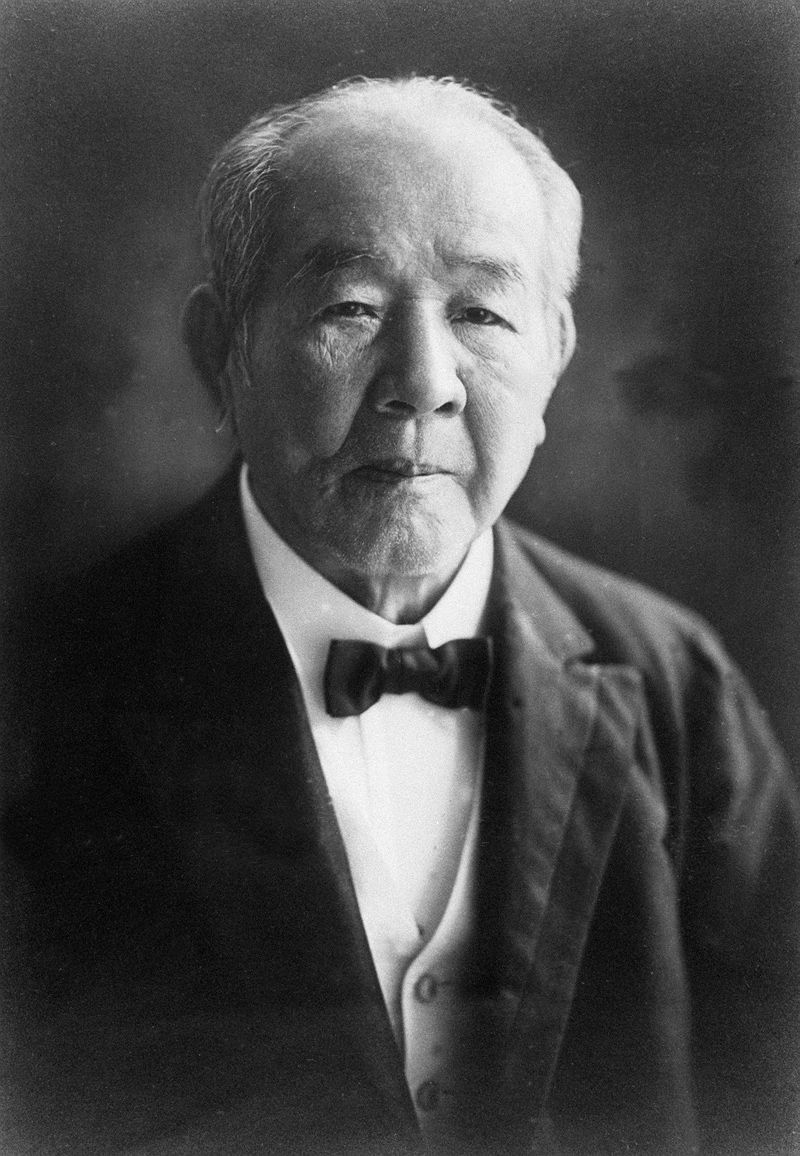
渋沢栄一 / 同じく副会長に就任。

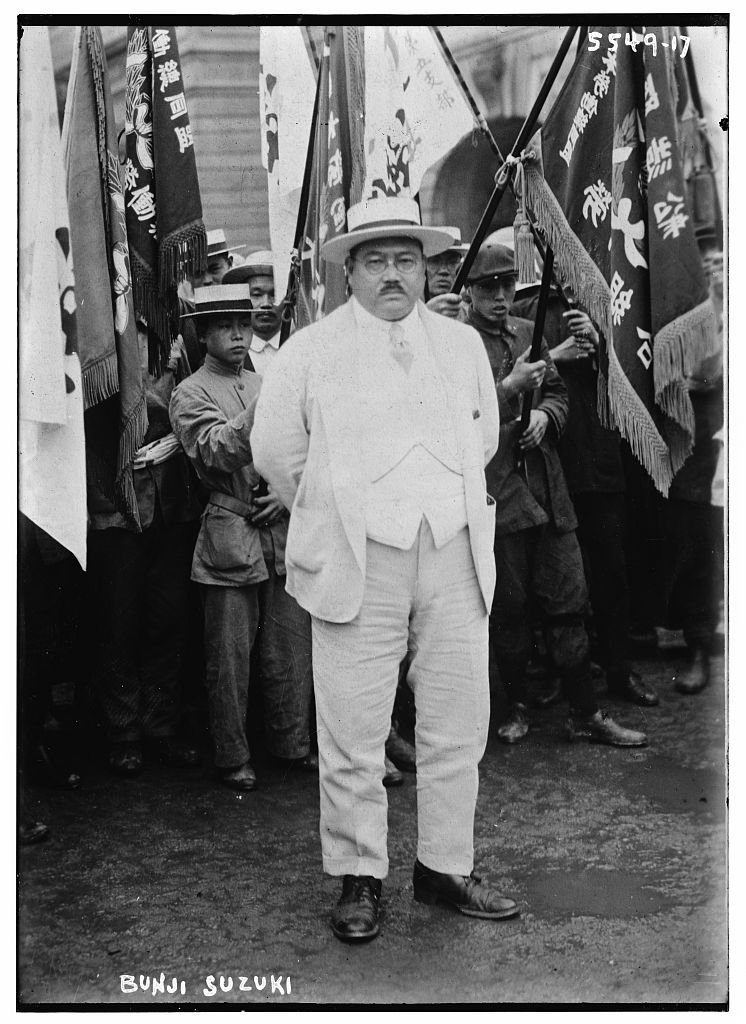
鈴木文治 / 労働界の代表として参加を要請されたが拒否。

## 概要
第一次世界大戦後の労働運動の激化に対抗し、財界および内務官僚の協力により半官半民の機関として設立された。設立者の渋沢栄一は「老後の三事業」の一つとして「資本と労働の調和」を掲げており、労使協調を模索する組織として結成された。労働組合法制定や労働者教育に力を注ぎ、頻繁に実施された宿泊型の労務者講習会は、資本家と労働者の相互尊重や対等な人間関係の形成を実践することで、労使協調を推進し、労働問題の解決を図ろうとするもので、実質的な運営は修養団が担った。
第二次世界大戦後、GHQの勧告により解散した。協調会傘下の教育機関は法政大学社会学部や産業能率大学などの母体となっている。

## 沿革

### 発足の経緯
原内閣時代、救済事業調査会（のち社会事業調査会）の答申に基づき、床次竹二郎内相の私的諮問機関「資本労働問題協議会」の中心メンバーであった徳川家達を会長、渋沢栄一・清浦奎吾・大岡育造を副会長に、1919年12月22日財団法人として発足した。発足の背景には米騒動の勃発や労働運動の急進化（アナルコサンジカリズムの影響拡大）などがあり、これらに対抗して労資協調の促進を標榜した。その背後には、当時内務省で急速に台頭しつつあった、社会政策を重視する新官僚の存在があった。
日本工業倶楽部の支持もあって郷誠之助・中島久万吉らの実業家も理事として参加し、また労働界からの協力を求めて交渉が行われたが、鈴木文治は労働組合抜きの協調主義であるとして参加を拒否したため、大日本労働総同盟友愛会など労働団体の代表の参加はなかった。
また当時、社会問題に関する最大の研究団体であった社会政策学会においては、参加をめぐって対応が分かれ、桑田熊蔵・河津暹・金井延・添田寿一・神戸正雄・気賀勘重ら概ね「右派」と見られていた人々が常務理事・理事として参加した（これに対し同年発足の大原社会問題研究所には学会内の左派が結集し、協調会と対比される民間の調査研究機関となった）。しかし、桑田ら社会政策学会出身の3常務理事は発足1年後に辞任した。その背景には温情主義に固執し労働組合承認に消極的であった桑田らと、労働組合を承認し一層踏み込んだ社会政策を進めようとする上記の新官僚（添田敬一郎ら）の対立があったとされる。

### 戦時期から戦後の解散まで
1923年には、東京芝公園内に「協調会館」が竣工し、協調会の本部が置かれたほか、労働組合・農民組合などの開催する集会の会場などとして貸し出された。会の当初の活動としては、工場委員制度の普及や争議調停に力を注ぎ、ついで労働組合法制定に尽力したが、1931年同法の制定は最終的に挫折し、ついに第二次世界大戦後まで実現には至らなかった。
これをきっかけに協調会の方針は、発足以来、労資協調を重視していた民政党系の添田敬一郎に代わって常務理事となった吉田茂の提唱する、「労資一体」「社会協調」へと大きく転換することになった。戦時下の1938年、会は産業報国運動を提唱し産業報国連盟を結成したが、この運動が政府による大日本産業報国会設立（1940年）という形で国家機構化されると会の一部事業はこれに合流した。しかし会自体は産業報国会への統合を拒否し、独自の立場を貫こうとした。
1945年の敗戦後、協調会では松岡駒吉・西尾末広ら労働運動関係者を理事にすえ添田が会長として復帰、民主的産業平和の実現を標榜して組織の再出発をはかった。しかし結局のところ、会の性格は「反労働者的」で、その活動が「戦争協力」であるとみなしたGHQは、労働者教育機関を残して出直すべきであると勧告、協調会はこれに従い1946年6月26日解散した。

## 活動内容
財界からの寄付金6,800,000円と政府拠出の2,000,000円を基金として運営され、主な事業内容としては（1）社会政策についての調査研究、（2）社会政策について政府の諮問を受けての提言、（3）講習会・講演会の開催や図書館開設などの労働者教育、（4）職業紹介、（5）労働争議の仲裁和解などがある。独立組織の形態をとっていたが実質的には内務省（のち厚生省）管轄下にある半官半民組織で、かつ本来政府が行うべき社会事業の一部を代行する複雑な性格をもっていた。

### 調査研究
労働者・農民の状況や争議の調査、社会政策についての研究を、以下の定期刊行物などによって公刊した。戦時期に入って、産業報国会設立にともなう一部事業合流に際しても会の調査研究事業は続行された。
- 『社会政策時報』（月刊、1920年9月 - 1946年7月）
- 『海外労働年鑑』（1928年 - 1933年）
- 『労働年鑑』（1933年 - 1943年）
- 『最近の社会運動』（1929年）

### 労働者教育
労働者学校として社会政策講習所（1920年⇒1923年社会政策学院と改称）・労働学院（大阪支所は1922年）などを開設した。また横須賀海軍工廠労働組合工友会・佐世保海軍工廠労愛会・舞鶴海軍工作部共立会などの労働組合と協力し労働講座を開催した。労務者講習会は、常務理事の田澤義鋪が郡長時代に地方改良運動として考案実施した天幕（テント）講習会方式を取り入れ、実際の運営は東京師範学校出身の蓮沼門三が設立した修養団が担った。これは青年団の幹部養成講習を企業内教育に適用したもので、特に住友財閥系の企業が積極的に参加した。
また能率増進の研究・教育にあたる産業能率研究所が、1922年11月上野陽一を所長に協調会内に設立されたが、会の財政問題もあって1925年4月に「日本産業能率研究所」として分離独立した（現・学校法人産業能率大学の前身）。

## 解散後の状況
協調会解散にともない、会の主要な事業であった労働者教育施設の経営を担う後継団体として中央労働学園が設立された（協調会館は中央労働会館と改称された）。協調会が経営していた社会政策学院は、中央労働学園専門学校（旧制専門学校）への改編（1947年）を経て、1949年学制改革により中央労働学園大学に昇格した。2年後、中央労働学園大学は法政大学に移管され、同大学社会学部の母体となった（このため、設立当初の社会学部教授会は旧・協調会以来のスタッフで構成されていた）。ただし学校法人としての中央労働学園はその後も存続し、武蔵野学芸専門学校（旧・武蔵野外語専門学校）を運営している。2015年に学校法人大志学園に名称変更した（当該項目も参照）。
なお協調会が収集した社会運動関係資料は、後継団体である中央労働学園への継承と同大学の法政大移行を経て、現在は同大学附属の大原社会問題研究所が管理・公開している。また協調会大阪支部長・常務理事を務めた松村勝治郎（1896年〜1968年）旧蔵の、協調会農村課によって収集・作成された農村問題関係史料も国会図書館憲政資料室が受け入れ、管理・公開を行っている（以上、外部リンク参照）。

## 関連文献
辞典・事典項目
- 池田信 「協調会」 『大百科事典』第4巻 平凡社
- 松尾尊兊 「協調会」 『日本近現代史辞典』 東洋経済新報社、1978年
- 松尾洋 「協調会」 『国史大辞典』 吉川弘文館
- 師岡佑行 「協調会」 『社会科学大事典』第4巻 鹿島出版会、1968年

関連書籍
- 梅田俊英・横関至・高橋彦博 『協調会の研究』（法政大学大原社会問題研究所叢書）、法政大学大原社会問題研究所、2004年 ISBN 476012487X
- 高橋彦博 『戦間期日本の社会研究センター：大原社研と協調会』 柏書房、2001年 ISBN 4760120432